# El Paso (film)
El Paso è un film del 1949 diretto da Lewis R. Foster.
È un western statunitense con John Payne, Gail Russell, Sterling Hayden e George 'Gabby' Hayes.

## Trama
Clay Fletcher, ex-capitano degli Stati Confederati e avvocato, si reca a El Paso, in Texas, per far firmare alcuni documenti legali ad Henry Jeffers, un avvocato che ammira e padre della sua vecchia fiamma, Susan. Durante il viaggio, Clay incontra Pesky Tees, un simpatico venditore ambulante, e la misteriosa Nellie, che gli ruba il portafoglio. Giunto a El Paso, Clay assiste a un processo sommario in un saloon: un uomo viene ingiustamente condannato per omicidio da un giudice ubriaco, che si rivela essere lo stesso Jeffers. Quando Clay protesta, viene multato per oltraggio alla corte e, non avendo soldi per pagare, vede i suoi abiti messi all’asta. Fortunatamente, Nacho Vasquez, un ranchero messicano, lo aiuta e lo ospita. Clay ritrova Susan, che gestisce un negozio di cappelli, e decide di restare in città dopo aver visto la brutalità del corrotto sceriffo La Farge e del suo alleato, il ricco proprietario terriero Bert Donner. La Farge perseguita John Elkins, un veterano di guerra in difficoltà economiche, per impossessarsi della sua terra. Quando Elkins uccide un vice-sceriffo per legittima difesa, Clay prima lo aiuta a nascondersi e poi accetta di difenderlo in tribunale. Determinato a garantire un processo equo, Clay convince Pesky a portare il giudice Jeffers fuori città per farlo disintossicare. Nonostante i tentativi di Donner di farlo ricadere nell'alcolismo, Jeffers affronta sobrio il processo e assolve Elkins. Tuttavia, la vittoria è di breve durata: gli uomini di La Farge uccidono brutalmente Jeffers, Elkins e sua moglie, lasciando orfano il loro figlio, Jack. Sconvolto, Clay forma una banda di vigilanti per vendicare le vittime e fermare il terrore imposto da La Farge e Donner. Susan lo avverte che la sua sete di giustizia lo sta trasformando in ciò che combatte ma Clay inizialmente non le dà ascolto, arrivando persino a uccidere accidentalmente un prete innocente. Questo evento, unito all’assassinio di suo nonno, il giudice Fletcher, lo porta a riflettere. Durante uno scontro finale a El Paso, Donner viene ucciso, ma Clay impedisce il linciaggio di La Farge, chiedendo che sia processato. Deciso a portare giustizia e ordine in città, Clay sceglie di rimanere a El Paso, con Susan al suo fianco.

## Produzione
Il film, diretto da Lewis R. Foster su una sceneggiatura dello stesso Foster su un soggetto di J. Robert Bren, Gladys Atwater, fu prodotto da William H. Pine e William C. Thomas per la Pine-Thomas Productions e girato nel ranch di Corriganville a Simi Valley e nell'Iverson Ranch a Chatsworth, Los Angeles, California, e a El Paso, Texas, dal 17 settembre a fine ottobre 1948.

## Distribuzione
Il film fu distribuito negli Stati Uniti dal 5 agosto 1949 (première a New York il 23 marzo 1949) al cinema dalla Paramount Pictures.
Altre distribuzioni:
- in Finlandia il 5 agosto 1949 (Myrsky yli El Pason)
- in Svezia il 26 agosto 1949 (El Paso - staden utan lag)
- in Danimarca il 15 gennaio 1951 (El Paso, de lovløses by)
- in Portogallo il 28 settembre 1951 (Barreiras Sangrentas)
- in Giappone il 26 ottobre 1951
- in Germania Ovest il 26 aprile 1955 (El Paso - Die Stadt der Rechtlosen)
- in Austria nel maggio del 1955 (El Paso - Die Stadt der Rechtlosen)
- in Brasile (Barreiras de Sangue)
- in Francia (El Paso, ville sans loi)
- in Grecia (El Paso)
- in Grecia (Pistoli, grothia kai erotas)